# Abadia de Sainte-Geneviève de Paris
A Abadia de Sainte-Geneviève (Abbaye-Sainte-Geneviève) foi um mosteiro em Paris, França, destruído na época da Revolução Francesa.

## História
A Abadia, perto da Église Saint-Étienne-du-Mont e o atual Panteão (sua abadia reconstruída), foi dito ter sido construída em 502 pelo rei Clóvis I e sua rainha, Clotilde, e nomeada mosteiro dos Santos Apóstolos, dedicado especialmente a Pedro e Paulo. Mais tarde, Santa Genoveva tinha o hábito de ir à abadia rezar, tomando uma rota comemorada pelo nome de rue de la Montagne-Sainte-Geneviève. Em sua morte em 512, seus restos mortais foram sepultados na abadia, perto de Clóvis.
Em 1147 cônegos seculares oficiavam na igreja. O rei Luís VII de França e o Papa Eugênio III, tendo testemunhado algumas desordens, determinaram-se a restaurar a disciplina. A pedido do abade Suger e do Bernardo de Claraval, Gildwin, o primeiro abade de São Vítor, enviaram Odo, o prior de sua abadia. Houve dificuldades, mas a ordem finalmente prevaleceu e alguns dos cânones uniram-se à reforma, e a abadia se tornou a casa dos Cônegos Regrantes.
Entre estes estava o jovem Guilherme de Paris. A pedido de Absalão, bispo de Roskilde na Dinamarca, que quando era um estudante de Sainte-Geneviève o havia conhecido, Guilherme foi enviado àquele país para reformar um mosteiro de cônegos na Ilha Eskilsø. Ele fundou outro mosteiro, que foi dedicado ao Santo Paracleto. Ele morreu em 1206, e foi canonizado pelo Papa Honório III. Era natural que relações próximas existissem entre Sainte-Geneviève e seus fundadores na Dinamarca. Peter Sunesen, um jovem que fez sua profissão na abadia, tornou-se bispo de Roskilde; Valdemar, irmão de Canuto, o Grande, morreu em Sainte-Geneviève; e o abade Estêvão de Tournai escreveu a Guilherme e seus amigos para obtenção de chumbo para o telhado de sua abadia.
Como a Abadia de São Vítor, Sainte-Geneviève tornou-se um celebrado local de aprendizagem e o lugar de uma grande livraria medieval. São Vítor, Sainte-Geneviève, e Notre-Dame foram os berços da Universidade de Paris. Pedro de Ferrière, abade de São Vítor, era, em um certo momento, prior de Epinay, um priorado de Sainte-Geneviève; William de Auxerre, um cônego professo de São Vítor em 1254, exerceu a função de despenseiro, e tornou-se abade de Sainte-Geneviève; e Marcel, sucessivamente cônego em São Vítor e Sainte-Geneviève, foi constituído em 1198 abade de Cisoing.
Nos últimos séculos esta abadia caiu nas mãos de abades in commendam. No início do século XVII o Cardeal de La Rochefoucauld realizou as reformas exigidas pelo Concílio de Trento. Ele trouxe de Senlis Charles Faure (d. 1644), que já havia restaurado a regra canônica na antiga Abadia de Silvanect. Uma vez mais a Regra de Santo Agostinho foi fielmente observada em Sainte-Geneviève que se tornou a casa-mãe da Congrégation de France galicana, uma associação de abadias Agostinianas chamadas de Génovéfains.

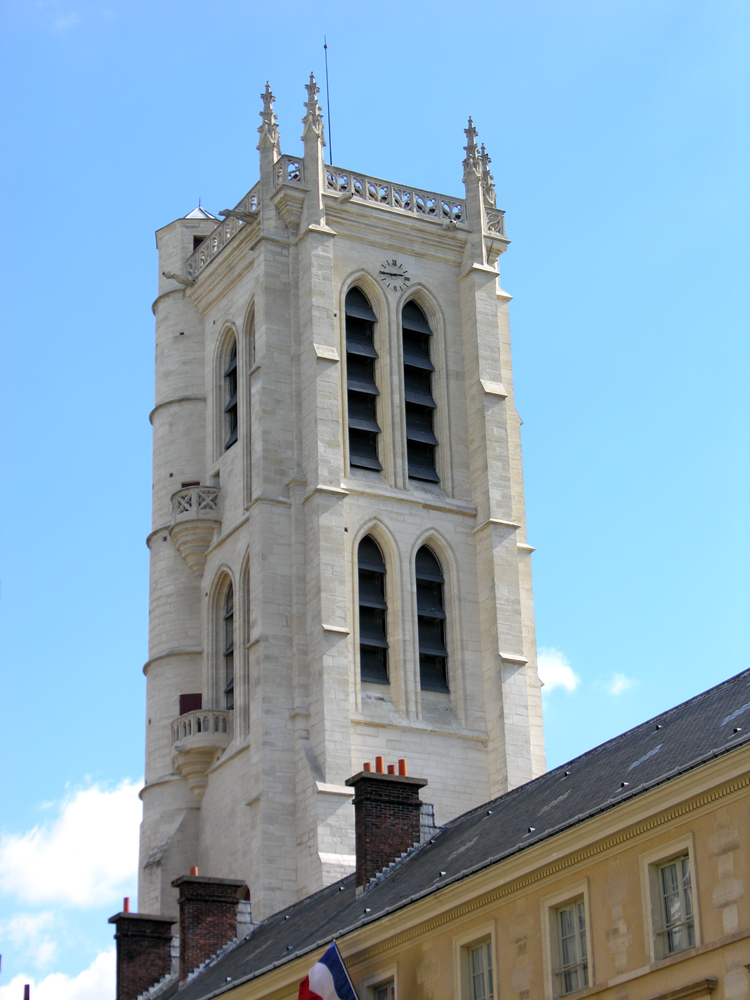
A Torre Clóvis

Em meados do século XVII, o abade geral da congregação tinha sob sua jurisdição mais de uma centena de abadias e priorados. Homens como Fronteau, chanceler da universidade e autor de muitas obras, Laleman, Chapponel, Reginier, Chengot, Beurier, du Moulinet, fundador da Biblioteca Nacional, Augustine Hay, um escocês que escreveu a Scotia sacra e oficiado em Holyrood, na Escócia, em 1687, eram filhos da congregação francesa. O astrônomo Alexandre Guy Pingré foi bibliotecário de Sainte-Geneviève.
Em meados do século 18, um projeto de reconstrução foi iniciado. Uma imensa abadia foi construída sobre a antiga cripta, desenhada por Jacques-Germain Soufflot; em parte reconstruída, serve hoje como o Panteão.

## Supressão
Quando em 1790 a assembleia revolucionária declarou nulo todos os votos religiosos, e expulsou todos os moradores dos mosteiros, havia trinta e nove cônegos em Sainte-Geneviève. Era o fim da abadia e da escola. Para conduzir a nova rue Clovis pelo local, o edifício foi demolido pouco depois de 1800, exceto sua torre do sino, chamada de Torre Clóvis. Atualmente o Liceu Henrique IV, construído em parte com elementos da abadia, ocupa o lugar.